# Gyrometopus lineatus
Gyrometopus lineatus (лат.) — вид трилобитов из семейства Diaphanometopidae отряда Phacopida, типовой и единственный в роде Gyrometopus. Фоссилии (ископаемые остатки) этого членистоногого были найдены в слоях аренигского яруса ордовикского периода (примерно от 479 до 472 млн лет назад) на территории Швеции (Вестергётланд).

## Описание
Глабель уплощена и слегка расширена. Имеет три пары узких боковых сегментов. Торакс состоит из 11 сегментов.

## Систематика
Скорее всего, Gyrometopus является общим предком подотряда Phacopina. Отличается от других Phacopina присутствием клювовидной пластинки недостающей до головы, как это обычно бывает у трилобитов из этого подотряда.

### Синонимы
В синонимику вида входят следующие биномены:
- Diaphanometopus lineatus (Angelin, 1854)
- Nileus lineatus Angelin, 1854